# Unchained
Unchained es el trigesimoctavo álbum del cantante country Johnny Cash lanzado en 1996 bajo el sello disquero American Recordings e igual que todos los álbumes que hace en este sello están producidos por Rick Rubin. En este álbum Cash está acompañado de Tom Petty y el grupo the Heartbreakers, además de eso Cash viene con canciones de grupos como Soundgarden ("Rusty Cage"), Hank Snow ("I've Been Everywhere") y Beck ("Rowboat") además de que en el álbum aparece Flea el bajista de la banda Red Hot Chili Peppers.

Pese a que fue ignorado por muchas radios country y la industria de música country de Nashville, Unchained recibió un Grammy al mejor álbum country.
Después de ganarlo, American Recordings agradeció a la industria de música country de Nashville en la revista Billboard con la infame foto de Cash tomada en 1969 en la presentación que hizo en la prisión San Quentin. Cash comentó que había escogido esa foto para ilustrar la frustración hacia la industria de Nashville, ya que estaban encaminándose más hacia al Pop y dejando el Country de lado.

## Canciones
1. Rowboat – 3:44
(Beck)
Grabado originalmente por Beck para el CD Stereopathetic Soulmanure en 1994
2. Sea of Heartbreak – 2:42
(Hal David y Paul Hampton)
Originalmente es una canción exitosa de Don Gibson en 1961
3. Rusty Cage – 2:49
(Chris Cornell)
Grabado originalmente por Soundgarden para el CD Badmotorfinger en 1991
4. The One Rose (That's Left in My Heart) – 2:26
(Del Lyon y Lani McIntire)
Originalmente fue publicado en 1936, también fue grabado por George Morgan y Hank Snow
5. Country Boy – 2:31
(Cash)
Grabado originalmente por Cash y aparece por primera vez en el CD Johnny Cash with His Hot and Blue Guitar de 1957
6. Memories Are Made of This – 2:19
(Richard Dehr, Terry Gilkyson y Frank Miller)
Originalmente es una canción exitosa de Dean Martin y the Easy Riders en 1956
7. Spiritual – 5:06
(Josh Haden)
Grabado originalmente por Spain para el CD The Blue Moods of Spain en 1995
8. The Kneeling Drunkard's Plea – 2:32
(Maybelle Carter, Anita Carter, Helen Carter y June Carter Cash)
Grabado originalmente por The Louvin Brothers para el CD Satan is Real en 1960
9. Southern Accents – 4:41
(Tom Petty)
Grabado originalmente por Petty para el CD Southern Accents en 1985
10. Mean Eyed Cat – 2:33
(Cash)
Grabado originalmente por Cash y aparece por primera vez en el CD Sings Hank Williams en 1960
11. Meet Me in Heaven – 3:21
(Cash)
12. I Never Picked Cotton – 2:39
(Bobby George y Charles Williams)
Grabado originalmente por Roy Clark para el CD I Never Picked Cotton de 1970
13. Unchained – 2:51
(Jude Johnstone)
Posteriormente es grabada por Johnstone para su CD Coming of Age del 2002
14. I've Been Everywhere – 3:17
(Geoff Mack)
Originalmente es una canción exitosa de Lucky Starr en 1959 y Hank Snow en 1962

## Personal
- Johnny Cash - Vocalista, guitarra Acústica
- Tom Petty - Vocalista, guitarra acústica, guitarra eléctrica y bajo
- Mike Campbell - Guitarra acústica, guitarra eléctrica, bajo, dobro y mandolina
- Marty Stuart - Guitarra acústica, guitarra eléctrica y bajo
- Lindsey Buckingham - Guitarra acústica
- Howie Epstein - Guitarra acústica y bajo
- Curt Bisquera - Percusión
- Steve Ferrone - Percusión
- Mick Fleetwood - Percusión
- Juliet Prater - Percusión
- Flea - Bajo
- Benmont Tench - Órgano, órgano Hammond y piano

## Posición en listas
Álbum - Billboard (América del Norte)
| Año  | Tabla                | Posición |
| ---- | -------------------- | -------- |
| 1996 | Los 200 de Billboard | 170      |
| 1994 | Álbumes Country      | 26       |

## Premios
- Grammy (1998)

Mejor disco country.